# Lidija Bizjak
Lidija Bizjak (Belgrado, Serbia, 2 de agosto de 1976) es una pianista serbia. Es hermana mayor de la también pianista Sanja Bizjak, con quien frecuentemente toca a dúo.

## Carrera artística

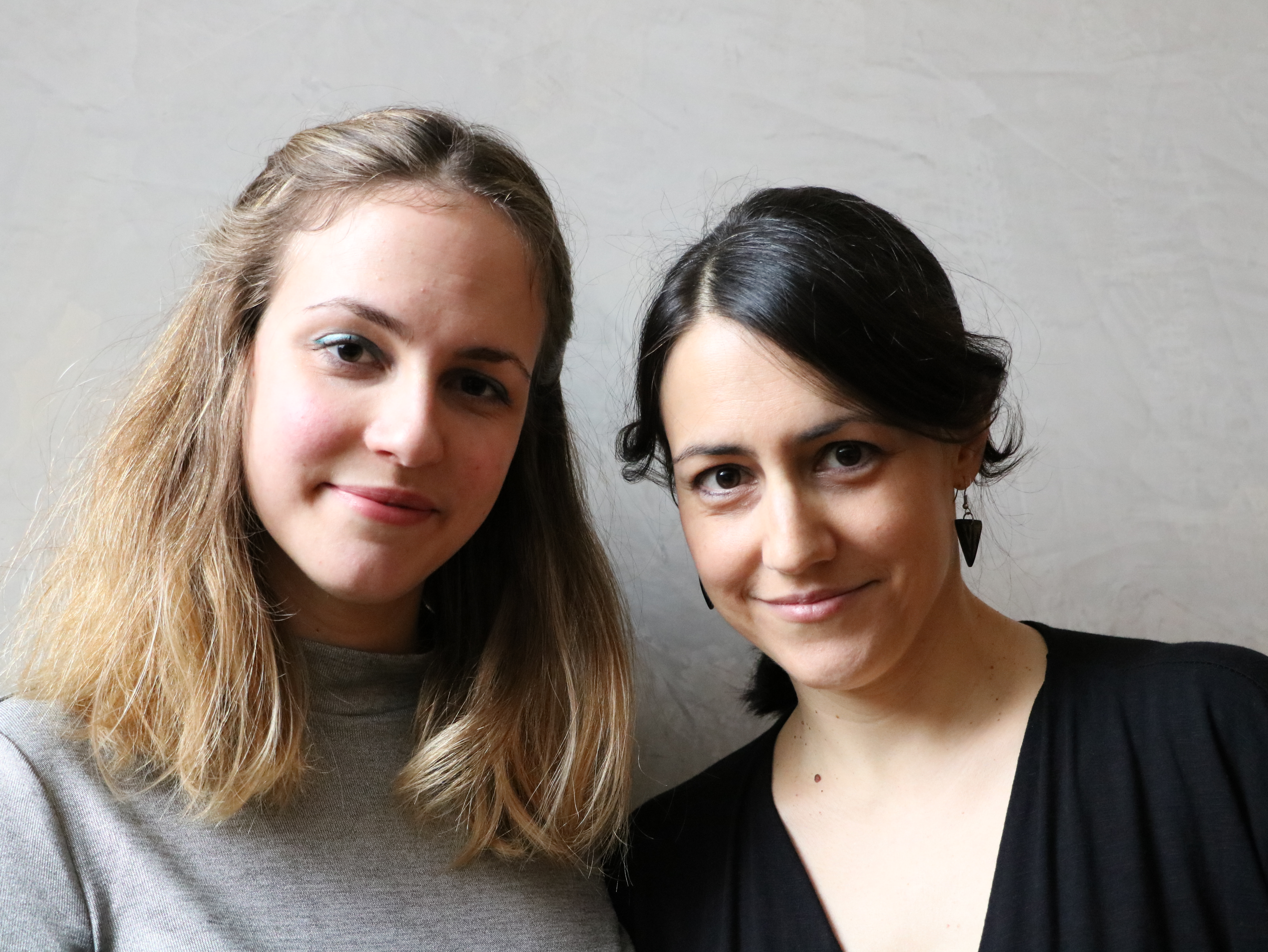
Lidija (derecha) junto a su hermana Sanja

Se graduó en la Academia de Música de Belgrado en 1996 y posteriormente estudió en el conservatorio de París con Jacques Rouvier y Maurice Bourgue, ganando el primer premio de piano de música de cámara.
En 2000, ganó el primer premio en la Competición Internacional de Dublín.